# Broa de Mel
Broa de Mel é um grupo musical português, formado pelo casal José Carlos Gorgal e Maria José Gorgal.

## Percurso
José Carlos e Maria José conheceram-se em 1979. O grupo começa em 1982 quando foram incentivados por Carlos Paião a participar no Festival RTP da Canção.
Concorreram com "Banha de Cobra Estica E Não Dobra", um tema da autoria de Manuel José Soares, que ficou em 5º lugar. Em 1982 obtiveram grande sucesso com o tema "Passear Contigo", versão de "Immer Wieder Sonntags" de Cindy & Bert.
Em 1983 regressaram ao Festival RTP da Canção com "No Calor da Noite" de Mário Contumélias e Luís Duarte. No mesmo ano é lançado o single "Mamma Mia".
No ano de 1984 lançam o single "Os Teus Anos". O single "Será Menino ou Menina" é editado em 1985.
Gravam um álbum com os temas "Amor Inacabado", "Quero-te Outra Vez", "Vida", "Sorriso Maroto", "Vamos dançar Já está No Ar", "Passaram Dez Anos", "Tudo É Bom Se O Amor Chegar", "Em Lua de mel" (original de Carlos Paião), "E Assim Começamos O Dia" e "Acredito Nos Beijos teus".
Em 1990 é lançado o álbum "Não te Vás" pela Discossete. Em 1991 lançaram o CD "Foi Ver-te e Amar-te". No ano seguinte é editado "Oh! Perdoa-me".
Participam no Festival da Canção dos Países da CEE realizado em Salónica (Grécia).
"Penso Em Ti" é lançado em 1997 e em 1999 é editado "Nunca te traí". O álbum "E desde esse dia" (2001) inclui 11 temas inéditos do grupo.
No ano de 2002 lançaram uma compilação com alguns dos seus maiores sucessos: 1 - "Tudo por ti, tudo por amor ouvir", 2 - "Tango, Tango", 3 - "Olhos nos olhos (noite na alma)", 4 - "Quando estás sem mim", 5 - "Se me estás enganando", 6 - "Vinte primaveras", 7 - "Foi ver-te e amar-te", 8 - "Nunca te traí", 9 - "Não te vás", 10 - "Passear contigo", 11 - "E desde esse dia", 12 - "A pessoa que eu amo", 13 - "Eu quero-te a ti", 14 - "Desculpa também amor", 15 - "Marés", 16 - "Sempre Maria da feira", 17 - "Banha da cobra", 18 - "Será menino ou menina", 19 - "Onda do mar que vai e vem", 20 - "Broa de mel".
No disco "Que Faço eu sem ti", de 2003, apresentaram, pela primeira vez, dois temas a solo. Em 2006 lançaram o CD "Amor da Minha Vida".
O disco "A Lenda de Um Grande Amor", onde contaram com a colaboração de Ricardo Landum, foi editado em 2009.
A convite da direção do S. C. Rio Tinto fizeram o hino para o clube que celebrou em 2013 o seu 90º aniversário.

## Discografia
- Broa de Mel (LP, Discos CVS, 1987)
- Não Te Vás (LP, Discossete, 1990)
- Foi Ver-te e Amar-te ( CD, Discossete, 1991)
- Oh! Perdoa-me  (CD, Discossete, 1992)
- Penso Em Ti (CD, Espacial, 1997)
- Nunca te traí (CD, Espacial, 1999)
- E Desde Esse Dia (CD, Espacial, 2001)
- 20 Anos 20 Primaveras (CD, Espacial, 2002)
- Que Faço Eu Sem Ti (CD, Espacial, 2003)
- Amor da Minha Vida (CD, Espacial, 2006)
- A Lenda de Um Grande Amor (CD, Espacial, 2009)

Singles
- Banha da Cobra Estica e Não Dobra / Broa de Mel (Single, Rádio Triunfo, 1982) RT-51-25
- Passear Contigo / Assim Nasce A Canção (Single, RT, 1982) RT-51-37
- No Calor da Noite / A Nossa Casa (Single, RT, 1983) RT 51-47
- Mamma Mia / Está Lá (Single, RT, 1983)
- Os Teus Anos / Quando Formos Mais Velhos (Single, RT, 1983) SINP 23
- Será Menino ou Menina / É Para Ti Que Eu Canto (Single, Orfeu, 1985) SINP 45

Compilações
- Romântico (CD, Espacial,)
- Êxitos (CD, Espacial,)

Outros temas
- Canções da Familia - Nossa Pequena Flor
- Canções de natal - Aquela estrela do céu - 1999
- Inéditos - Coração De Ceda - 2006